# Domingo Medina
Domingo Medina war ein uruguayischer Politiker.
Medina, der der Partido Nacional angehörte, hatte in der 28. Legislaturperiode als Repräsentant des Departamentos Canelones vom 15. Februar 1923 bis zum 14. Februar 1926 ein Titularmandat als Abgeordneter in der Cámara de Representantes inne.

## Zeitraum seiner Parlamentszugehörigkeit
- 15. Februar 1923 bis 14. Februar 1926 (Cámara de Representantes, 28. Legislaturperiode (LP))